# Миссис Паркер и порочный круг
«Миссис Паркер и порочный круг» (англ. Mrs. Parker and the Vicious Circle) — американский кинофильм, снятый по сценарию Рэнди Сью Коберна и Алана Рудольфа.

## Сюжет
Жизнь Дороти Паркер, американской писательницы, её взлёт и падение в Нью-Йорке и Голливуде в тридцатых и сороковых годах.

## В ролях

### Порочный круг
- Дженнифер Джейсон Ли — Дороти Паркер
- Кэмпбелл Скотт — Роберт Бенчли
- Марта Плимптон — Джейн Грант
- Сэм Робардс — Гарольд Росс
- Лили Тейлор — Эдна Фербер
- Джеймс Легро — Димс Тейлор
- Ник Кассаветис — Роберт Шервуд
- Дэвид Торнтон — Джордж Кауфман
- Том МакГоуэн — Александр Вуллкот
- Чип Зиен — Франклин Пирс Адамс
- Гэри Басараба — Хейвуд Броун
- Джейн Адамс — Рут Хейл
- Мэтт Мэллой — Марк Коннелли
- Ребекка Миллер — Нейша МакМейн
- Джейк Йохансон — Джон Питер Тухей
- Дэвид Гоу — Дональд Одген Стюарт
- Лени Паркер — Беатрис Кауфман

### Жены, мужья, возлюбленные и друзья членов Круглого стола Алгонкина
- Дженнифер Билз — Гертруда Бенчли
- Питер Бенчли — Фрэнк Кроуниншилд
- Мэттью Бродерик — Чарльз МакАртур
- Кит Кэррадайн — Уилл Роджерс
- Амелия Кэмпбелл — Мэри Брендон Шервуд
- Джон Фавро — Элмер Райс
- Питер Галлахер — Алан Кэмпбелл
- Малкольм Гетс — Фрэнсис Скотт Фицджеральд
- Эндрю МакКарти — Эдди Паркер
- Хизер Грэм — Мэри Кеннеди Тейлор

### Выдуманные персонажи
- Уоллес Шон — Горацио Бёрд
- Стивен Болдуин — Роджер Сполдинг
- Гвинет Пэлтроу — Пола Хант

## Съёмочная группа
- Режиссёр — Алан Рудольф
- Авторы сценария — Алан Рудольф, Рэнди Сью Коберн
- Продюсер — Роберт Олтмен
- Исполнительные продюсеры — Скотт Бушнелл, Айра Дойтхман
- Редактор — Сьюзи Элмигер
- Композитор — Марк Айшем
- Оператор — Ян Киссер

## История проката

### Даты премьер
Даты приведены в соответствии с данными IMDb.
- Франция — 7 сентября 1994
- США — 23 ноября 1994
- Великобритания — 10 марта 1995
- Австралия — 25 мая 1995
- Испания — 9 июня 1995
- Нидерланды — 13 июля 1995
- Германия — 27 июля 1995
- Португалия — 24 мая 1996
- Япония — 28 сентября 1996

## Награды и номинации
Список наград и номинаций приведён в соответствии с данными IMDb.

### Награды
| Год  | Событие                               | Награда             | Награждённый         |
| ---- | ------------------------------------- | ------------------- | -------------------- |
| 1995 | Премия Ассоциации кинокритиков Чикаго | Лучшая женская роль | Дженнифер Джейсон Ли |

### Номинации
| Год  | Событие                      | Награда                     | Номинант                       |
| ---- | ---------------------------- | --------------------------- | ------------------------------ |
| 1994 | Каннский кинофестиваль       | Золотая пальмовая ветвь     | Алан Рудольф                   |
| 1995 | Кинопремия «Золотой глобус»  | Лучшая женская роль (драма) | Дженнифер Джейсон Ли           |
| 1995 | Кинопремия «Независимый дух» | Лучшая режиссура            | Алан Рудольф                   |
| 1995 | Кинопремия «Независимый дух» | Лучший фильм                | Роберт Олтмен                  |
| 1995 | Кинопремия «Независимый дух» | Лучшая мужская роль         | Кэмпбелл Скотт                 |
| 1995 | Кинопремия «Независимый дух» | Лучшая женская роль         | Дженнифер Джейсон Ли           |
| 1995 | Кинопремия «Независимый дух» | Лучший сценарий             | Алан Рудольф, Рэнди Сью Коберн |